# Maratona Internacional de Foz do Iguaçu
Maratona Internacional de Foz do Iguaçu é uma competição para pedestres realizada na cidade brasileira de Foz do Iguaçu, no mês de setembro desde 2007.
A prova é organizada pelo SESC Paraná e conta com o apoio da Itaipu Binacional, Parque Nacional do Iguaçu e Prefeitura Municipal de Foz do Iguaçu.

## Percurso
Os atletas percorrem 42.195 m, largando do Mirante de Itaipu, passando pelo centro da cidade e chegando ao Parque Nacional do Iguaçu ao lado das Cataratas do Iguaçu. 

## A maratona
A Maratona Internacional de Foz do Iguaçu Sesc PR não tem a intenção de ser reconhecida apenas como uma competição, pois além de coroar o trabalho físico, técnico e tático dos corredores, pretende favorecer o intercâmbio social e cultural entre os participantes, a evolução profissional constante dos funcionários do Sesc e instituições parceiras e ainda fomentar o comércio e o turismo local, bem como valorizar os atletas vinculados ao comércio (empresários, comerciários, dependentes e sindicatos do comércio).
A maratona é dividida nas categorias: Cadeirante, Atleta com Deficiência (AcD), Elite Feminina e Masculina, Comerciários e Faixa etária masculina e feminina. Segundo o regulamento da maratona, todos os atletas deverão completar a prova no tempo máximo de seis horas, podendo assim desfrutar de toda a segurança, infraestrutura e atendimento médico. Os atletas terão à sua disposição, guarda-volumes, banheiros químicos, frutas, isotônicos, ônibus de resgate, água, além de placas de sinalização, policiamento, ambulâncias e atendimento médico na chegada da prova.
Preocupada com o bem-estar dos atletas desde a primeira edição, equipes fazem a recepção dos corredores na rodoviária e no aeroporto de Foz do Iguaçu e o traslado até os principais hotéis da cidade. Para realizar a Maratona Internacional de Foz do Iguaçu Sesc PR o atleta precisa apresentar de atestado médico, com isso, tanto corredores e comissão organizadora estão certificados da aptidão para a prática esportiva.

## Histórico[1]
A Maratona foi criada por iniciativa da Presidência do Sistema Fecomércio SESC e SENAC Paraná, do prefeito de Foz do Iguaçu e do diretor geral da Itaipu Binacional, no lado brasileiro. Com o apoio do Parque Nacional do Iguaçu, a primeira edição ocorreu em 12 de outubro de 2007, em comemoração ao Dia das Américas, à Padroeira do Brasil e ao Dia das Crianças. O evento teve como objetivo fomentar o comércio de bens, serviços e turismo, além de destacar as belezas naturais e urbanas da cidade, como a Avenida Brasil, centro comercial de Foz do Iguaçu.
Com o nome “Maratona Internacional das Águas”, o evento enfatizava duas das principais riquezas naturais do Brasil e do mundo, com partida da Itaipu Binacional e chegada ao Parque Nacional do Iguaçu, próximo às Cataratas. Simultaneamente, foi realizada uma etapa do Circuito Sesc Caminhada e Corrida de Rua, com provas para diversas faixas etárias. A maratona contou com 223 atletas, enquanto o Circuito reuniu 600 participantes, com o maratonista Vanderlei Cordeiro de Lima como padrinho.
Em 2008, o evento foi antecipado para 21 de setembro, devido às condições climáticas mais amenas. Nessa edição, a maratona contou com 505 atletas, e o Circuito, com 812. Já em 2009, o evento foi oficialmente incluído no calendário de maratonas no Brasil, com a denominação alterada para “Maratona Internacional de Foz do Iguaçu SESC PR” e a filiação à Associação de Maratonas Internacionais e Corridas de Longa Distância (AIMS). A participação subiu para 562 atletas na maratona e 1.500 no Circuito. A prova de 10 km dentro do parque foi estendida para 11,5 km, com largada no portal de acesso ao Parque Nacional.
Nos anos seguintes, o evento continuou a crescer. Em 2010, houve 2.782 inscrições, sendo 729 na maratona. Em 2011, o número de participantes aumentou para 3.407, com 733 na maratona. Nesse ano, o slogan "Responsabilidade Ambiental e Esporte Correndo Juntos" foi introduzido, promovendo a simpatia e acolhimento do evento, além de uma nova logomarca.
Em 2012, houve 1.641 inscritos, e o Circuito Sesc Caminhada e Corrida de Rua foi antecipado para abril, desvinculando-se da maratona. Para compensar a mudança, foi criada a prova de revezamento. Em 2013, a maratona consolidou seu perfil simpático e acolhedor, com um aumento na participação, apesar de concorrências no calendário nacional.
O evento foi cancelado em 2014 devido à sobrecarga no calendário esportivo, em função da Copa do Mundo de Futebol. No entanto, em 2015, a maratona voltou com 2.200 atletas e ajustes logísticos. Em 2016, o número de inscritos atingiu 2.500, e em 2017, a maratona celebrou seu décimo aniversário com recorde de inscrições e uma lista de espera.
Em 2018, o evento recebeu o selo Carbono Zero, mantendo a capacidade máxima de inscritos. Em 2019, a maratona alcançou o recorde de 3.400 participantes. Após dois anos de pausa devido à pandemia, o evento voltou em 2022 com 2.900 atletas, marcado por reencontros emocionantes e a participação de Franck Caldeira. Em 2023, o número de participantes atingiu um novo recorde, com 3.419 atletas de 11 países. A edição de 2024 trouxe a estreia de uma prova de 5 km dentro da Usina Hidrelétrica de Itaipu.
A Maratona Internacional de Foz do Iguaçu é reconhecida pela responsabilidade social e organização, com certificação Carbono Zero, obtida por meio de ações de compensação ambiental, como o plantio de 100 mudas nativas da Mata Atlântica. O evento é um exemplo de sustentabilidade e compromisso com a redução das emissões de carbono.

## Resultados[1]
Resultados da Prova Principal Masculina (Maratona 42,195km)
| Ano               | Masculino                     | Tempo      |
| ----------------- | ----------------------------- | ---------- |
| 1ª Edição - 2007  | Charles Kipngetich Korir      | 2h20min18s |
| 2ª Edição - 2008  | Charles Kipngetich Korir      | 2h19min01s |
| 3ª Edição - 2009  | Marcos Antonio Pereira        | 2h22min20s |
| 4ª Edição - 2010  | João Marcos Fonseca           | 2h20min44s |
| 5ª Edição - 2011  | Sammy Kibet Rotich            | 2h19min31s |
| 6ª Edição - 2012  | David Kiprotich Bowem         | 2h20min08s |
| 7ª Edição - 2013  | João Marcos Fonseca           | 2h19min56s |
| 8ª Edição - 2015  | Elijah Kipkemel Kemboi        | 2h21min44s |
| 9ª Edição - 2016  | David Kiprotich Bowen         | 2h20min44s |
| 10ª Edição - 2017 | Edson Amaro Arruda dos Santos | 2h20min59s |
| 11ª Edição - 2018 | Laurindo Nunes Neto           | 2h25min01s |
| 12ª Edição - 2019 | Adugna Bekele Bulii           | 2h22min37s |
| 13ª Edição - 2022 | Franck Caldeira de Almeida    | 2h23min20s |
| 14ª Edição - 2023 | Justin Mose Mogire            | 2h28min23s |
| 15ª Edição - 2024 | Kiprotich Kirui               | 2h23min43s |

Resultados da Prova Principal Feminina (Maratona 42,195km)
| Ano               | Feminino                             | Tempo      |
| ----------------- | ------------------------------------ | ---------- |
| 1ª Edição - 2007  | Ilaine Wandscheer                    | 2h48min02s |
| 2ª Edição - 2008  | Rosa Jussara Barbosa                 | 2h51min45s |
| 3ª Edição - 2009  | Jacqueline Chebor                    | 2h52min06s |
| 4ª Edição - 2010  | Ilda Alves dos Santos                | 2h55min26s |
| 5ª Edição - 2011  | Ednah Mukhwana                       | 2h47min49s |
| 6ª Edição - 2012  | Ednah Mukhwana                       | 2h43min55s |
| 7ª Edição - 2013  | Leah Jerotich                        | 2h52min08s |
| 8ª Edição - 2015  | Jackylne Chemwek Rionoripo           | 2h51min54s |
| 9ª Edição - 2016  | Priscilla Lorchima                   | 2h47min24s |
| 10ª Edição - 2017 | Ednah Muhwana                        | 2h43min25s |
| 11ª Edição - 2018 | Priscilla Lorchima                   | 2h49min01s |
| 12ª Edição - 2019 | Teseginesh M. Legesse                | 2h44min40s |
| 13ª Edição - 2022 | Simoniely Lilian Kovalczuk Serathiuk | 2h56min28s |
| 14ª Edição - 2023 | Simoniely Lilian Kovalczuk Serathiuk | 3h04min43s |
| 15ª Edição - 2024 | Simoniely Lilian Kovalczuk Serathiuk | 2h54min21s |

Resultados das Provas de Revezamento Masculina (2 vezes 21,0975 km, equivalente a 42,195km)
| Ano               | Masculino                                             | Tempo      |
| ----------------- | ----------------------------------------------------- | ---------- |
| 6ª Edição - 2012  | Edson Pedro / Jorge Alexandre                         | 2h48min27s |
| 7ª Edição - 2013  | Rudinei Presotto Nunes / Jhon Cleiton Lisboa          | 2h33min30s |
| 8ª Edição - 2015  | Rodrigo Alves de Oliveira / Abdiel Renan              | 2h32min50s |
| 9ª Edição - 2016  | Victor Santos Gomes / Wallace Dias Macedo             | 2h27min01s |
| 10ª Edição - 2017 | Carlos Henrique de Souza / Jeferson Vagner de Souza   | 2h26min59s |
| 11ª Edição - 2018 | Jeferson Vagner de Souza / Carlos Henrique de Souza   | 2h32min39s |
| 12ª Edição - 2019 | Carlos Henrique de Souza / Luiz Gustavo Elger         | 2h21min28s |
| 13ª Edição - 2022 | Carlos Henrique de Souza / Vitor de Oliveira da Silva | 2h20min14s |
| 14ª Edição - 2023 | Carlos Henrique de Souza / Vitor de Oliveira da Silva | 2h25min32s |
| 15ª Edição - 2024 | Luis Claudio de Freitas / Geison Novais de Souza      | 2h36min11s |

Resultados das Provas de Revezamento Feminina (2 vezes 21,0975 km, equivalente a 42,195km)
| Ano               | Feminino                                                         | Tempo      |
| ----------------- | ---------------------------------------------------------------- | ---------- |
| 6ª Edição - 2012  | Elda Beatriz Ay / Aldo Gonzalez                                  | 3h03min36s |
| 7ª Edição - 2013  | Angelica Pronsati / Keila Cristiane Trindade Mariano             | 3h07min18s |
| 8ª Edição - 2015  | Ana Flávia Alves Giannasi / Cassiana Colletes Costa Curta        | 3h29min16s |
| 9ª Edição - 2016  | Sirlei Batista do Amaral / Renata Moreno dos Santos              | 3h05min09s |
| 10ª Edição - 2017 | Cleonice Arcangelo Nogaroli / Ana Aparecida da Costa             | 3h28min07s |
| 11ª Edição - 2018 | Paula Maria Tete Ramos Schmidt / Luciana Teodoro da Cunha Santos | 3h22min00s |
| 12ª Edição - 2019 | Simoniely Lilian Serathiuk / Rozelene Rodrigues Padilha          | 3h01min35s |
| 13ª Edição - 2022 | Keroly Cristiane Achilles / Sirlei Batista do Amaral             | 3h03min11s |
| 14ª Edição - 2023 | Keroly Cristiane Achilles / Sirlei Batista do Amaral             | 3h06min38s |
| 15ª Edição - 2024 | Suzete Andre / Maria Luisa Andrade Picelli                       | 3h27min36s |

Resultados das Provas de Revezamento Mista (2 vezes 21,0975 km, equivalente a 42,195km)
| Ano               | Misto                                                   | Tempo      |
| ----------------- | ------------------------------------------------------- | ---------- |
| 7ª Edição - 2013  | Marcelo dos Santos / Shelen Rodrigues                   | 2h56min21s |
| 8ª Edição - 2015  | Nicole Barreto / Ramon Lopez                            | 3h10min10s |
| 9ª Edição - 2016  | Janete de Souza Silva / João Maria Grecencio da Silva   | 3h01min17s |
| 10ª Edição - 2017 | Adriane Lorenzato / Robson Roberto Ramos                | 2h24min26s |
| 11ª Edição - 2018 | Ariadenes de Sousa Soares / Romario Lino dos Santos     | 2h56min25s |
| 12ª Edição - 2019 | Adriana Sutil da Costa / Roberto Rodrigues de Oliveira  | 2h44min00s |
| 13ª Edição - 2022 | Janine Rodrigues de Oliveira / Edelson de Avila Almeida | 2h38min24s |
| 14ª Edição - 2023 | Marcio Calgara / Gleicelena Cavalheiro Eleuterio        | 2h42min13s |
| 15ª Edição - 2024 | Keroly Cristiane Achilles / José do Nascimento de Souza | 2h51min46s |

Resultados da Prova de 11,5km Masculina
| Ano               | Masculino                     | Tempo    |
| ----------------- | ----------------------------- | -------- |
| 1ª Edição - 2007  |                               |          |
| 2ª Edição - 2008  |                               |          |
| 3ª Edição - 2009  |                               |          |
| 4ª Edição - 2010  |                               |          |
| 5ª Edição - 2011  |                               |          |
| 6ª Edição - 2012  |                               |          |
| 7ª Edição - 2013  | João Paulo Garcia Ferreira    | 39min20s |
| 8ª Edição - 2015  | Williams Aveiro               | 38min15s |
| 9ª Edição - 2016  | Alan Mathias                  | 38min26s |
| 10ª Edição - 2017 | Tauan Thiago Depieri          | 37min34s |
| 11ª Edição - 2018 | Francisco Eduardo de Oliveira | 37min50s |
| 12ª Edição - 2019 | Gilmar Lopes da Silva         | 36min19s |
| 13ª Edição - 2022 | Walison dos Reis Ferreira     | 37min35s |
| 14ª Edição - 2023 | Walison dos Reis Ferreira     | 37min36s |
| 15ª Edição - 2024 | Walison dos Reis Ferreira     | 38min28s |

Resultados da Prova de 11,5km Feminina
| Ano               | Feminina                             | Tempo    |
| ----------------- | ------------------------------------ | -------- |
| 1ª Edição - 2007  |                                      |          |
| 2ª Edição - 2008  |                                      |          |
| 3ª Edição - 2009  |                                      |          |
| 4ª Edição - 2010  |                                      |          |
| 5ª Edição - 2011  |                                      |          |
| 6ª Edição - 2012  |                                      |          |
| 7ª Edição - 2013  | Gabriela Letícia Rocha               | 45min17s |
| 8ª Edição - 2015  | Keila Cristiane Trindade Mariano     | 47min11s |
| 9ª Edição - 2016  | Nilma Cristiane Andalicio de Rezende | 47min25s |
| 10ª Edição - 2017 | Cristiane Rodrigues de Almeida       | 46min47s |
| 11ª Edição - 2018 | Angélica Pronsati                    | 47min53s |
| 12ª Edição - 2019 | Gleicelena Cavalheiro Eleutério      | 44min41s |
| 13ª Edição - 2022 | Janete Tedesco                       | 44min09s |
| 14ª Edição - 2023 | Lucimari Perin Miretzk               | 47min10s |
| 15ª Edição - 2024 | Ane Chies Guerra                     | 47min05s |

Resultados da Prova de 5km Masculina
| Ano               | Masculino               | Tempo    |
| ----------------- | ----------------------- | -------- |
| 15ª Edição - 2024 | Marcos Ferreira de Lima | 17min07s |

Resultados da Prova de 5km Feminina
| Ano               | Feminino                | Tempo    |
| ----------------- | ----------------------- | -------- |
| 15ª Edição - 2024 | Juscilene Moreira Alves | 22min44s |